# Dimeback

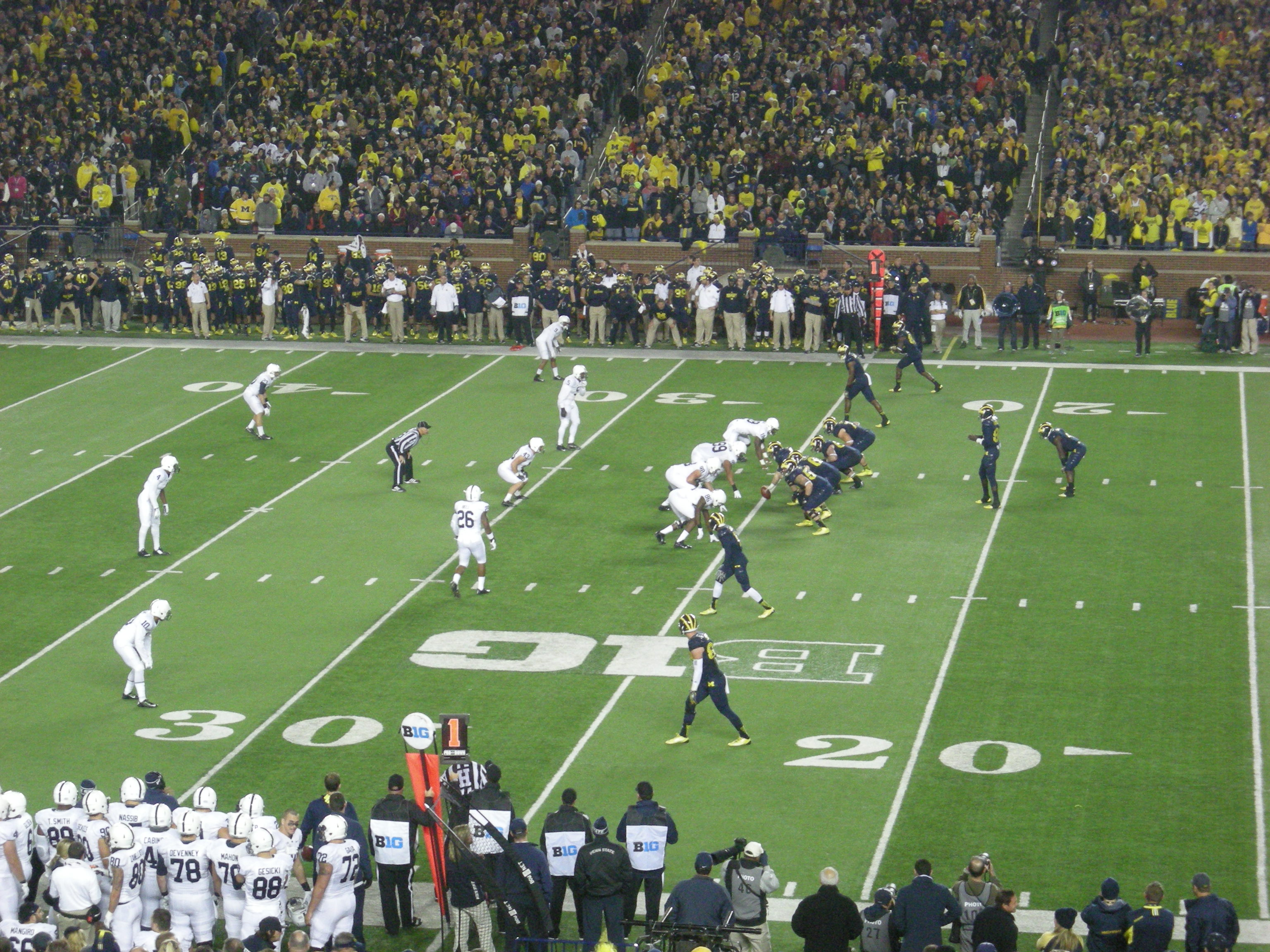
Penn State (in weiß) in der Dime Defense. Vier Yards hinter den vier Defensive Linemen „hockt“ der einzig verbliebene Linebacker. Links und rechts von ihm befinden sich die zwei Cornerbacks und die beiden zusätzlichen Defensive Backs (im Bereich der 29- bis 34-Yard-Linien). Links oben die beiden Safeties (ab der 36-Yardslinie).

Dimeback ist der Name für einen sechsten Defensive Back im American Football. Er spielt jedoch nur in einer bestimmten defensiven Formation. Der Dimeback kommt in die Partie, wenn die Defense in der sogenannten Dime-Formation spielt. In der Dime-Formation spielen 6 Defensive Backs. Der Dimeback muss also einen Linebacker oder einen Defensive Lineman ersetzen. Das ist der Fall, wenn die gegnerische Offense mit 4 oder mehr Wide Receivern aufgestellt ist. Da der Dimeback möglicherweise mit 3 oder mehr Wide Receivern mithalten muss, benötigen Dimebacks eine gute Wendigkeit und Schnelligkeit. Die Dimeback-Position erhielt ihren Namen, weil im Wesentlichen zwei Nickelbacks gleichzeitig auf dem Feld sind. Und zwei Nickels (5 ct) sind gleich einem Dime (10 ct).